# Половинный (вулкан)
Половинный (гора Ларина) — потухший вулкан на полуострове Камчатка (Россия).
Данный вулкан относится к Алнейскому вулканическому району Срединного вулканического пояса. Вулкан расположен в верховье рек Половинная и Крюки. Форма вулкана представляет собой пологий сильно разрушенный конус. В географическом плане вулканическое сооружение занимает площадь — 60 км², объем изверженного материала 20 км³. Абсолютная высота — 1636 м, относительная же высота восточных склонов составляет около 1000 м, западных — порядка 600 м.
Вулкан сложен в основном лавовыми потоками. Деятельность вулкана относится к концу среднечетвертичного — началу верхнечетвертичного времени.